# Longeville-sur-Mer
Longeville-sur-Mer is een gemeente in het Franse departement Vendée (regio Pays de la Loire) en telt 2137 inwoners (2004). De plaats maakt deel uit van het arrondissement Les Sables-d'Olonne.

## Geografie
De oppervlakte van Longeville-sur-Mer bedraagt 38,1 km², de bevolkingsdichtheid is 56,1 inwoners per km².
De onderstaande kaart toont de ligging van Longeville-sur-Mer met de belangrijkste infrastructuur en aangrenzende gemeenten.

## Demografie
Onderstaande figuur toont het verloop van het inwonertal (bron: INSEE-tellingen).

1. ↑  Populations de référence 2022.